# Mio padre la rivoluzione
Mio padre la rivoluzione è una raccolta di racconti dello scrittore Davide Orecchio, pubblicato in Italia nel 2017.
Nel 2018 il libro ha meritato il Premio Selezione Campiello ed è stato finalista al Premio Bergamo e al Premio Napoli.

## I racconti
I racconti sono molto spesso introdotti da alcune citazioni. Gli anni sono protagonisti importanti di queste narrazioni e ricevono spesso un attributo particolare: ad esempio, il 1917 è definito Garofano che tuttavia, nel generare il 1956, ha dato vita a un biancospino. Alla fine di ogni racconto c'è una nota dell'autore nella quale rende conto dei libri consultati e delle libertà che si è preso.

### Una possibilità di Lev Trockij
Le citazioni iniziali sono tratte da:
- Isaac Deutscher, Il profeta esiliato;
- Eric J. Hobsbawm, Interesting Times: A Twentieth-Century Life;
- Velimir Chlebnikov, Il maglio, trad. di Angelo Maria Ripellino.

È l'anno 1956, figlio dell'anno 1917. Sfuggito ai sicari di Stalin, Lev Trockij vive in esilio a Coyoacán, attendendo il 7 novembre. Questo giorno è il compleanno della Rivoluzione russa e anche il suo. Trockij sta da molti anni scrivendo un libro, ma nella sua testa, i fatti del 1956 gli sfuggono per mutarsi invariabilmente in altri ricordi, primo tra tutti quell'anno 1917. Mentre i pensieri vagano, egli riesce a vedere tutti i suoi compagni di lotta politica, Lenin in particolare, ma soprattutto ha colloqui interiori con ogni membro delle sue due famiglie, la prima con la moglie Aleksandra e le due figlie, la seconda con Natal'ja e con i due figli. Tutti loro sono morti. La tormentosa ondata di ricordi, che impedisce al rivoluzionario di inquadrare correttamente i fatti contemporanei di Polonia e Ungheria si protrae anche l'8 novembre e infine, il 9 novembre, Trockij non sarà più.

### Plotkin
Nel 1932, a novembre, giunge a Berlino il sindacalista Abraham Plotkin, ebreo nato nella Russia imperiale ed emigrato negli Stati Uniti a otto anni, nel 1901. Ebreo ucraino, Plotkin ha scalato tutti i gradi di povertà nei quartieri di New York ed ora gli sembra giusto e naturale venire a scoprire come il sindacalismo tedesco di quegli anni avesse garantito ai lavoratori cose impensabili in America. ha con sé il notes e vuole apprendere ogni cosa, ma non fa che incontrare gente poverissima per ogni dove. Il nazismo non ha ancora il potere, ma le adunate e le sfilate fanno pensare che saranno loro i vincitori. Nel racconto un coro, come nelle tragedie antiche, commenta ciò che vien detto, mettendo in dubbio che l'avanzata di Hitler sia inevitabile. Ma il sindacato che Plotkin aveva immaginato forte e vittorioso si sfalda giorno dopo giorno. E Plotkin ha una visione dell'anno 1938, ma deve tornare al 1932, che nel frattempo è divenuto il 1933. Il nazismo ce l'ha fatta e Plotkin, pur essendo solo un testimone, lo ha scritto per sempre nel suo diario.

### Un poeta sul Volga
Citazioni iniziali tratte da:
- Gianni Rodari, Autointervista;
- Paolo Spriano, Visita guidata in Urss;
- David Brandenberger, Breve corso
- Emilio Sereni, Per lo studio della storia del Pc dell'Urss (risoluzione della direzione del Partito comunista italiano), 10 novembre 1948;
- Silvio Pons, La rivoluzione globale: storia del comunismo internazionale. 1917-1991;
- Dmitrij Antonovič Volkogonov, Lenin;[5].

Nell'anno 1969, il poeta Gianni Rodari ha compiuto un viaggio nell'URSS, per conto del Partito Comunista Italiano, con il proposito di visitare i luoghi che diedero i natali a Lenin. L'anno successivo sarebbe ricorso il centenario dalla nascita dello statista e i preparativi per i festeggiamenti erano in grande fermento. Navigando sul Volga, Rodari raggiunge la città di Ul'janovsk, già Simbirsk, in cui nacquero anche Kerenskij e Protopopov. Il fiume è vastissimo, le città sono intervallate da uno spazio sconfinato, ma a Ul'janovsk si arriva, fatalmente si arriva. E qui sono state cancellate moltissime altre presenze storiche per lui, Lenin o Ul'janov. Non ci sono chiese, niente di antico o di popolare. Così la fantasia del poeta si infiamma e fa nascere storie favolose, di ville nascoste nel bosco e di creature in adorante attesa. Invece la mummia di Lenin non è destinata a cambiare mai. Al suo ritorno a casa, Rodari è sollevato che le chiese siano ai loro posti, come tanta altra storia.

### Iosif Adolf Vissarionovič
Citazioni iniziali tratte da:
- Paolo Spriano, I comunisti europei e Stalin;
- Vittorio Vidali, Diario del XX Congresso;
- Karl Marx, L'ideologia tedesca (1846);
- André Gide, Journal;

Il racconto espone la nascita di Iosif Adolf come un evento soprannaturale: due madri, una è personificazione della Guerra e l'altra della Rivoluzione, mentre i padri sono gli elementi delle miniere, dotati di poteri fecondanti. Poi le due figure si fondono in una sola, detta di volta in volta Führer o Vožd'. Lo spazio tra le città di Mosca e Berlino è immaginato come lo Sprawl, in cui l'espansione è comune. E dopo una vita, nella quale il compito principale è stato quello di uccidere milioni e milioni di altri esseri umani, arriva la morte anche per il frutto della mitologia del XX secolo.

### Cast
Sotto questo titolo sono esposte esclusivamente citazioni, taluni degli autori sono citati in varie loro opere. Essi sono:
Karl Marx e Friedrich Engels, Vladimir Il'ic Ul'janov, Lenin; Lev Davidovic Bronštejn, Trockij; Rosa Luxemburg, Hannah Arendt, Isaac Deutscher, Oleg Chlevnjuk, Aldo Agosti, Nicola II di Russia, Edward Carr, John Reed, D. Volkogonov, Vladimir Majakovskij, Victor Serge, W. H. Chamberlin, Amadeo Bordiga, Nadežda Konstantinovna Krupskaja, Moshe Lewin, Georgi Dimitrov, Osip Mandel'štam, M. Geyer e S. Fitzpatrick, Grigorij Zinov'ev, Andrej Vyšinskij, Arkady Vaksberg, Roy Medvedev, Antonio Gramsci, Pierre Broué, Rossana Rossanda, Eric J. Hobsbawm, Giorgio Amendola, Giovanni Gozzini e Renzo Martinelli, Krzysztof Pomian, Italo Calvino, Antonio Giolitti, Franco Fortini, Archie Brown, Elias Canetti, Vasilij Grossman, Neal Ascherson, Nikolaj Bucharin, Sheila Fitzpatrick.
Inoltre, in S. Pons e Robert Service, Dizionario del comunismo, interventi di Antonello Venturi e Nicolas Werth.

### Contro nessuno
Un padre approda su un'isola, la sua terra natale. L'unico figlio lo riconosce, ma durante la ventennale assenza del padre, tutto è cambiato. Il figlio ha tenuto in grande onore i libri del padre, che parlano tutti della Grande Rivoluzione, ma questa devozione non gli ha impedito di formulare un nuovo modo di vivere. E adesso che ritorna il padre, dovranno tornare tutte le passate consuetudini. Mentre il figlio attendeva il padre, il padre sognava la moglie. Ora un folto gruppo di pretendenti sta intorno alla regina, mangia e beve a sue spese, con il beneplacito del figlio. Non c'è verso di far capire al padre che ognuno ha il diritto di essere pigro e deresponsabilizzato: sull'isola uno lavora se lo vuole, se ciò gli rallegra l'animo. Ma, poiché il padre non la intende in questo modo, ecco che si gareggia con un arco: vincerà chi, con una freccia, passerà attraverso dodici anelli. E vince il padre, l'unico che sa tendere quell'arco. Poi però ecco la strage dei pretendenti, ecco le precauzioni prese perché nessuno scampi al destino; persino le donne compiacenti con i Proci vengono impiccate, non prima però che avessero composto i cadaveri e pulito la sala grande. Al figlio, non resta che regredire al tempo della prima fanciullezza, perché questo padre ha nuovamente innalzato la bandiera della sua Rivoluzione.

### Il mondo è un'arancia coi vermi dentro
Nel racconto l'autore cerca di "risolvere" la figura di suo padre Alfredo Orecchio e ne ripercorre le letture e le motivazioni delle scelte politiche.

### Partigiano Kim
Il racconto è un omaggio al Capitano Kim, già protagonista e dedicatario de Il sentiero dei nidi di ragno di Italo Calvino. La narrazione si sofferma in modo accuratissimo sulle esperienze del Dottor Oddone negli anni seguenti alla fine della seconda guerra mondiale. Sono rievocate le lotte sindacali per riconoscere agli operai le malattie che contraevano nel maneggiare certe sostanze tossiche, lotte in cui il dottore è stato sempre in prima linea, grazie ai suoi studi puntuali. E grazie anche a un rapporto di fiducia con gli operai.

### Bambini raccontano
Citazioni iniziali da:
- Resoconto della delegazione studentesca italiana 1950
- Juliane Fuerst, Gioventù
- Isaac Asimov, Prima legge della robotica in Circolo vizioso[9].

Un treno svizzero nell'anno 1917. Scende un bambino dalla testa grossa: è Lenin, che deve fare la Rivoluzione, ma constata che non bastano tutti i convenuti e ce ne vogliono molti altri. Allora presenta alla folla un robot chiamato Koba, il quale farà l'uomo nuovo e questo è il suo compito. Ma c'è un terzo bambino, Trockij, che non regge la Rivoluzione e la presenza del robot positronico. Quest'ultimo si lamenta che per fare il nuovo (uomo) sia necessario sopprimerne tanti (troppi) vecchi. E la storia prosegue con le imprese di Koba, fino all'anno 1986, figlio ormai degenere del fecondissimo 1917. E forse Koba si è nascosto proprio nella grande centrale nucleare e non vuole più uscirne.

### Lettera ai cittadini sovietici nell'anniversario della rivoluzione
Il racconto comincia con una citazione di Julij Martov.
Nel racconto si immagina che Rosa Luxemburg scriva una lettera agli abitanti dell'Unione Sovietica. Curiosamente, l'anniversario della Rivoluzione è qui fissato il giorno 8 marzo e la lettera è del 1947. La Luxemburg scrive ai suoi figli (nello sprawl tra Mosca e Berlino) di come essi siano felici e in pace, avendo scelto il potere per le masse, il poco per tutti, la sconfitta della delinquenza, l'avvenire roseo che attende i più piccoli. E i riconoscenti figli di Rosa Luxemburg sono davvero felici nello spazio tra Mosca e Berlino, tra l'Ucraina e la Siberia, perché hanno bandito il robot positronico Koba, altrimenti tutte le lodi e le odi andrebbero a lui. Non sanno che arriverà Koba II, un giorno o l'altro..

### Zimmer Man
Citazioni iniziali tratte da:
- Robert Zimmerman: Zina's Song ("Prophet") e discorso di accettazione del Premio Nobel.

La parabola di Robert Zimmerman ha inizio in Ucraina e Lituania, paesi da cui i suoi quattro nonni, ebrei e figli della rivoluzione, partirono nei primi anni del XX secolo. Poi i loro incontri avvennero negli Stati Uniti d'America e dai rispettivi figli nacque  l'uomo nuovo e una nuova rivoluzione. Il giovane Robert non trovava la sua strada perché, avendo interpellato Woody Guthrie, si rese conto di non essere più in tempo per il grande predecessore. Eppure ci riprovò e divenne una rivoluzione in America. Ma all'origine dell'ascesa della nuova stella, a quanto pare, c'è la lettura della vita di Trockij e la volontà di celebrare con ventiquattro ballate proprio Trockij. E tutti ascoltarono senza muoversi, senza esigenze di alcun genere, salvo il voler ascoltare fino in fondo: Non dimenticate mai Trockij, non dimenticatelo mai è quanto ha voluto Zimmer Man e lo ha ottenuto.

### Il viaggio
Scrivere a mio padre la rivoluzione con il verbo iniziale coniugato in tanti tempi e modi, è il motivo conduttore di questo brano letterario. Chi vorrebbe scrivere è l'uomo del presente, che però non riesce più a comunicare con il passato, definito acquatico e quando ci riesce, fallisce l'obiettivo, perché molte lettere scritte al padre-rivoluzione sono messaggi dal passato al futuro, ma non dal presente al presente.
La grande processione di scriventi parte dal Messico nel 2006, scrivono al Messico per ricontare i voti delle elezioni. Scrive anche Svetlana Allilueva a suo padre, scrive Victor Serge a Palmiro Togliatti e tramite il pronipote Carlo, scrive anche Francesco Ghezzi. E a guidare tanta gente è un libro, Il viaggio, di Sergio Pitol, un libriccino verde con un treno azzurro. Ma l'elenco è molto lungo e comprende Vsevolod Mejerchol'd, Nikolaj Bucharin, la sua giovane moglie Anna Larina, Marina Cvetaeva, i kulaki a migliaia di migliaia, e sempre i messicani traditi, dai nativi nel 1500, ai loro discendenti traditi sempre e ancora. Ma è ormai finito il tempo in cui un io avrebbe scritto a un padre nel passato: l'io è condannato al presente e deve, non comunicare, ma ricordare

## Edizioni
- Davide Orecchio, Mio padre la rivoluzione, Minimum fax, Roma 2017